# Sonja Scheibl
Sonja Scheibl (* 5. September 1979 in Itzstedt) ist eine deutsche Trap-Sportschützin.

## Leben und Karriere
Die als Tischlermeisterin arbeitende Sonja Scheibl begann 1995 mit dem Wurfscheibenschießen im Itzstedter SV für den sie heute noch schießt. 1997 wurde ihr Talent erkannt und sie wurde in den Nationalkader berufen und wurde von Wilhelm Metelmann trainiert.
Sie trat international erstmals 1998 in Erscheinung, als sie in Barcelona mit der Trap-Mannschaft bei den Weltmeisterschaften an der Seite von Silke Hüsing und Susanne Kiermayer die Bronzemedaille gewann. Es folgte im Jahr darauf in Tampere bei den Europameisterschaften im Trap-Einzel der erneute Gewinn einer Bronzemedaille, zudem wurde sie im Doppeltrap-Wettbewerb Sechste. In Montecatini wurde sie bei den Europameisterschaften 2000 Siebte. Dieses Ergebnis wiederholte sie ein Jahr später in Zagreb, wurde zudem Dritte mit der Trap-Mannschaft und gewann mit der Doppeltrap-Mannschaft die Silbermedaille. Bei den Europameisterschaften 2002 in Lonato wurde sie Fünfte mit der Trap-Mannschaft, bei den Weltmeisterschaften in Lahti Siebte im Trap-Wettbewerb und verpasste mit der Trap-Mannschaft als Viertplatzierte knapp eine Medaille. Diese verpasste sie bei den Europameisterschaften 2003 in Brünn erneut in dieser Disziplin, wurde zudem Sechste im Trap und Siebte im Doppeltrap. Bei den Weltmeisterschaften des Jahres in Nikosia (Latsia) wurde Scheibl Siebte im Trap-Wettkampf. An selber Stelle fanden 2004 die Europameisterschaften statt, bei denen Scheibl sowohl im Trap wie auch im Doppeltrap Achte wurde und mit der Trap-Mannschaft die Silbermedaille gewann. 2005 verpasste sie sowohl bei den Europameisterschaften in Belgrad wie auch den Weltmeisterschaften in Lonato mit der Trap-Mannschaft den Gewinn einer weiteren internationalen Medaille als Viertplatzierte jeweils nur um einen Rang. Ein Jahr später wurde sie mit den Trap-Mannschaften bei der WM in Zagreb und der EM in Maribor jeweils Fünfte. 2006 verschlechterte sich das Trap-Team mit Scheibl bei der EM in Granada nochmals um einen Rang auf Platz sechs. Besser lief es bei den Weltmeisterschaften des Jahres in Nikosia, wo die Trap-Mannschaft mit Scheibl die Bronzemedaille erringen konnte. In Nikosia verpasste sie ein Jahr später bei der EM einmal mehr eine Medaille mit der Mannschaft um einen Rang und wurde zudem Sechste im Einzel. Bei den Europameisterschaften 2010 in Kasan kamen ein achter Rang im Einzel und der erstmalige Gewinn des Europameistertitels mit der Mannschaft hinzu. Bei der EM 2011 in Belgrad wurde sie mit der Trap-Mannschaft Fünfte. Bei den Europameisterschaften 2012 in Larnaka verpasste Scheibl im Trap als Viertplatzierte eine weitere internationale Medaille und wurde mit der Mannschaft Sechste.
Ihr größter sportlicher Erfolg war jedoch die Qualifikation zu den Olympischen Sommerspielen 2012 in London in der Disziplin Trap. Dort erreichte sie Platz 17 mit 64 von 75 Wurfscheiben.
Bei der Europameisterschaft 2013 in Suhl erreichte sie das Finale und belegte am Ende Platz 5 und mit der Trap-Mannschaft Platz 4. Beim Weltcup im gleichen Jahr in Nikosia holte sie die Bronzemedaille. 2014 bei der Europameisterschaft in Sarlóspuszta gewann sie mit der Trap-Mannschaft Silber. Beim Weltcup in Almaty verfehlte Scheibl knapp das Finale. Auch ein Jahr später bei der Europameisterschaft in Maribor gelang ihr nicht der Einzug ins Finale, sie musste sich im „Shoot Off“ geschlagen geben. Im Jahr 2016 lief es dann wieder besser, beim den Weltcups in Nikosia und Rio de Janeiro holte sie sich eine Bronze- und Silbermedaille ab. Ihr letzter Erfolg war die Silbermedaille bei den Europameisterschaften in Leobersdorf mit der Trap-Mannschaft, zusammen mit Sarah Bindrich und Katrin Quooß.
Nach 25 Jahren Nationalkader beendete 2021 Sonja Scheibl ihre Karriere, sie hatte in dieser Zeit insgesamt 120 internationale Starts in den Disziplinen Doppeltrap (16), Trap (96) und Trap Mixed (8). Ihr bestes internationales Einzelergebnis erreichte sie 2011 in Maribor und belegte damit nur den fünften Platz.
National bei den Deutschen Meisterschaften in München errang Scheibl in den Disziplinen Trap und Doppeltrap seit 1998 insgesamt 19 Medaillen (8× Gold, 4× Silber und 7× Bronze).